# Adrien Peyrot
Adrien Peyrot (* 8. Januar 1856 in Genf; † 28. Juli 1918 in Le Petit-Saconnex) war ein Schweizer Architekt. Sein Büro – in das er als Partner später seinen Schwiegersohn und seinen Sohn aufnahm – existierte von 1882 bis in die späten 1950er Jahre.

## Berufsbiografie
Nach dem Beginn des Studiums an der Universität Genf setzte Peyrot seine Studien an der Pariser École des Beaux Arts fort, er arbeitete im Atelier von Jean-Louis Pascal. 1882 kehrte er nach Genf zurück und gründete sein eigenes Büro, zu dem später sein Schwiegersohn Albert Bourrit und sein Sohn Gustave als Partner hinzukamen. Ab 1889 war er im Verwaltungsrat der einflussreichen Societé immobilière genevoise (Genfer Immobiliengesellschaft), deren Verwaltungsgebäude er später baute. Bemerkenswert sind die Krankenhausbauten des Büros, hier insbesondere die Geburtsklinik (1906–07) und die Chirurgische Klinik (1913) in Genf, die in technischer und hygienischer Hinsicht beispielhaft war. Seine Verwendung grosszügig verglaster Fassadenelemente und Glasdächer zeigt sich auch in der Ladengalerie der Passage des Lions.

## Albert Bourrit
Albert Elie-Octave Bourrit (* 6. August 1878 in Lyon; † 7. August 1967 in Genf) studierte nach der Matur am humanistischen Gymnasium in Genf Architektur am Eidgenössischen Polytechnikum Zürich. Nach dem Diplom 1895 absolvierte er einige Praktika in Paris und London, bevor er in das Büro von Adrien Peyrot eintrat. 1919, nach dem Tod seines Schwiegervaters und Partners, übernahm er zusammen mit dessen Sohn das Büro und auch die Nachfolge im Verwaltungsrat der Societé immobilière genevoise, die er dann 4 Jahrzehnte innehatte. Er war Mitglied der Eidgenössischen Kommission für Denkmalpflege, wo er Experte für die Romandie wurde und an der Restaurierung der Abtei von St.-Maurice, dem Stockalperpalaast in Brig und der romanischen Pfarrkirche von Saint-Pierre-de-Clages beteiligt war.
Peyrot war während 35 Jahren im Verwaltungsrat der Genfer Caisse d’Epargne und Infanteriehauptmann der Schweizer Armee.

## Gustave Peyrot
Gustave Peyrot (* 14. November 1885 in Genf; † 17. Februar 1963 in Genf) studierte, nach dem Besuch des Collège in Genf, Architektur an der École Spéciale d’Architecture in Paris. 1912 trat er ins Büro seines Vaters und seines Schwagers ein. Er war ab 1945 Präsident der Genfer Sektion des Schweizerischen Ingenieur- und Architektenvereins (SIA).
Gustave Peyrot war von 1939 bis 1945 als Mitglied des parti liberal Abgeordneter des Grossen Rates von Genf.

## Werke (Auswahl)
- Societé immobilière genevoise, Genf, 1884–85 (abgebrochen)
- Immeuble quai Gustave-Ador, Wohn- und Geschäftshaus, Genf, 1895
- Pavillon Raoul, Schweizerische Landesausstellung, Genf, 1896
- Immeuble rue de la Conféderation, Wohn- und Geschäftshaus, Genf 1903–05
- Geburtsklinik, Kantonsspital, Genf 1906–07
- Passage des Lions, Ladenstrasse, Genf 1905–07
- Reformierte Pfarrei Plainpalais, Genf, 1910–11

A. Peyrot und Bourrit
- Chirurgische Klinik, Kantonsspital, Genf 1909–13
- Park Chuit mit Villa, Genf 1913–

Bourrit und G. Peyrot
- Immeuble d'administration La Génevoise, Genf 1919–21
- Immeuble Rue d'Ermenonville, Genf 1927
- Immeuble Avenue Blanc, 1929 und 1937
- Immeuble d'administration SBG, Genf, 1943